# 8e étape du Tour d'Italie 2006
La 8e étape du Tour d'Italie 2006 a lieu le 14 mai 2006 entre Civitanova Marche et Maielletta. Elle est remportée par Ivan Basso.

## Résultats

### Classement de l'étape
|    | Coureur                    | Pays      | Équipe                |    | Temps           |
| -- | -------------------------- | --------- | --------------------- | -- | --------------- |
| 1  | Ivan Basso                 | Italie    | Team CSC              | en | 4 h 04 min 19 s |
| 2  | Damiano Cunego             | Italie    | Lampre-Fondital       | +  | 30 s            |
| 3  | José Enrique Gutiérrez     | Espagne   | Phonak                |    | 30 s            |
| 4  | Giampaolo Caruso           | Italie    | Liberty Seguros       |    | 45 s            |
| 5  | Luca Mazzanti              | Italie    | Panaria               |    | 1 min 09 s      |
| 6  | Leonardo Piepoli           | Italie    | Saunier Duval         |    | 1 min 15 s      |
| 7  | Gilberto Simoni            | Italie    | Saunier Duval         |    | 1 min 15 s      |
| 8  | Danilo Di Luca             | Italie    | Liquigas              |    | 1 min 32 s      |
| 9  | José Rujano                | Venezuela | Colombia Selle-Italia |    | 1 min 50 s      |
| 10 | Julio Alberto Pérez Cuapio | Mexique   | Panaria               |    | 1 min 52 s      |

### Points attribués
|   | Cycliste              | Pays      | Équipe                | Points |
| - | --------------------- | --------- | --------------------- | ------ |
| 1 | Serge Baguet          | Belgique  | Quick Step-Innergetic | 8      |
| 2 | Grischa Niermann      | Allemagne | Rabobank              | 6      |
| 3 | Andrea Moletta        | Italie    | Gerolsteiner          | 4      |
| 4 | Alessandro Cortinovis | Italie    | Team Milram           | 3      |
| 5 | Iker Flores           | Espagne   | Euskaltel-Euskadi     | 2      |
| 6 | Marzio Bruseghin      | Italie    | Lampre-Fondital       | 1      |

|    | Cycliste                   | Pays      | Équipe                | Points |
| -- | -------------------------- | --------- | --------------------- | ------ |
| 1  | Ivan Basso                 | Italie    | Team CSC              | 25     |
| 2  | Damiano Cunego             | Italie    | Lampre-Fondital       | 20     |
| 3  | José Enrique Gutiérrez     | Espagne   | Phonak                | 16     |
| 4  | Giampaolo Caruso           | Italie    | Liberty Seguros       | 14     |
| 5  | Luca Mazzanti              | Italie    | Panaria               | 12     |
| 6  | Leonardo Piepoli           | Italie    | Saunier Duval         | 10     |
| 7  | Gilberto Simoni            | Italie    | Saunier Duval         | 9      |
| 8  | Danilo Di Luca             | Italie    | Liquigas              | 8      |
| 9  | José Rujano                | Venezuela | Colombia Selle-Italia | 7      |
| 10 | Julio Alberto Pérez Cuapio | Mexique   | Panaria               | 6      |
| 11 | Patrice Halgand            | France    | Crédit agricole       | 5      |
| 12 | Roberto Laiseka            | Espagne   | Euskaltel-Euskadi     | 4      |
| 13 | Andrea Noè                 | Italie    | Liquigas              | 3      |
| 14 | Sylwester Szmyd            | Pologne   | Lampre-Fondital       | 2      |
| 15 | Paolo Savoldelli           | Italie    | Discovery Channel     | 1      |

### Cols et côtes
- Ascension du Passo Lanciano, 1re catégorie (km 171)

|   | Cycliste               | Pays    | Équipe          | Points |
| - | ---------------------- | ------- | --------------- | ------ |
| 1 | Ivan Basso             | Italie  | Team CSC        | 15     |
| 2 | Damiano Cunego         | Italie  | Lampre-Fondital | 10     |
| 3 | José Enrique Gutiérrez | Espagne | Phonak          | 6      |
| 4 | Giampaolo Caruso       | Italie  | Liberty Seguros | 4      |
| 5 | Luca Mazzanti          | Italie  | Panaria         | 2      |

### Points attribués pour le classement combiné
|    | Cycliste               | Pays      | Équipe                | Points |
| -- | ---------------------- | --------- | --------------------- | ------ |
| 1  | Paolo Savoldelli       | Italie    | Discovery Channel     | 41     |
| 2  | Ivan Basso             | Italie    | Team CSC              | 39     |
| 3  | José Enrique Gutiérrez | Espagne   | Phonak                | 36     |
| 4  | Damiano Cunego         | Italie    | Lampre-Fondital       | 28     |
| 5  | Sandy Casar            | France    | Française des jeux    | 22     |
| 6  | Staf Scheirlinckx      | Belgique  | Cofidis               | 19     |
| 7  | Danilo Di Luca         | Italie    | Liquigas              | 16     |
| 8  | Robbie McEwen          | Australie | Davitamon-Lotto       | 15     |
| 9  | Mickaël Delage         | France    | Française des jeux    | 15     |
| 10 | Paolo Bettini          | Italie    | Quick Step-Innergetic | 14     |

## Classements à l'issue de l'étape

### Classement général
|     | Cycliste               | Pays       | Équipe            |    | Temps            |
| --- | ---------------------- | ---------- | ----------------- | -- | ---------------- |
| 1   | Ivan Basso             | Italie     | Team CSC          | en | 31 h 41 min 17 s |
| 2   | José Enrique Gutiérrez | Espagne    | Phonak            |    | 1 min 34 s       |
| 3   | Damiano Cunego         | Italie     | Lampre-Fondital   |    | 1 min 48 s       |
| 4   | Paolo Savoldelli       | Italie     | Discovery Channel |    | 2 min 35 s       |
| 5   | Serhiy Honchar         | Ukraine    | T-Mobile          |    | 2 min 43 s       |
| 6   | Danilo Di Luca         | Italie     | Liquigas          |    | 2 min 48 s       |
| 7   | Gilberto Simoni        | Italie     | Saunier Duval     |    | 3 min 20 s       |
| 8   | Giampaolo Caruso       | Italie     | Liberty Seguros   |    | 3 min 23 s       |
| DSQ | Thomas Danielson       | États-Unis | Discovery Channel |    | 3 min 31 s       |
| 10  | José Luis Rubiera      | Espagne    | Discovery Channel |    | 3 min 39 s       |

### Classement par points
|   | Cycliste         | Pays      | Équipe                | Points |
| - | ---------------- | --------- | --------------------- | ------ |
| 1 | Robbie McEwen    | Australie | Davitamon-Lotto       | 75     |
| 2 | Paolo Bettini    | Italie    | Quick Step-Innergetic | 63     |
| 3 | Paolo Savoldelli | Italie    | Discovery Channel     | 61     |

### Classement du meilleur grimpeur
|   | Cycliste          | Pays     | Équipe          | Points |
| - | ----------------- | -------- | --------------- | ------ |
| 1 | Ivan Basso        | Italie   | Team CSC        | 15     |
| 2 | Staf Scheirlinckx | Belgique | Cofidis         | 13     |
| 3 | Damiano Cunego    | Italie   | Lampre-Fondital | 10     |

### Classement du combiné
|   | Cycliste               | Pays      | Équipe             | Points |
| - | ---------------------- | --------- | ------------------ | ------ |
| 1 | Paolo Savoldelli       | Italie    | Discovery Channel  | 365    |
| 2 | Bradley McGee          | Australie | Française des jeux | 185    |
| 3 | José Enrique Gutiérrez | Espagne   | Phonak             | 179    |

### Classements par équipes

#### Classement aux temps
|   | Équipe            | Pays       |    | Temps            |
| - | ----------------- | ---------- | -- | ---------------- |
| 1 | Discovery Channel | États-Unis | en | 93 h 58 min 47 s |
| 2 | Liquigas          | Italie     | +  | 3 s              |
| 3 | Phonak            | Suisse     |    | 1 min 19 s       |

#### Classement aux points
|   | Équipe            | Pays       | Points |
| - | ----------------- | ---------- | ------ |
| 1 | Gerolsteiner      | Allemagne  | 126    |
| 2 | T-Mobile          | Allemagne  | 107    |
| 3 | Discovery Channel | États-Unis | 105    |

### Classements annexes

#### Classement Azzurri d'Italia
|   | Cycliste         | Pays      | Équipe            | Points |
| - | ---------------- | --------- | ----------------- | ------ |
| 1 | Robbie McEwen    | Australie | Davitamon-Lotto   | 12     |
| 2 | Paolo Savoldelli | Italie    | Discovery Channel | 6      |
| 3 | Ivan Basso       | Italie    | Team CSC          | 4      |

#### Classement de la combativité
|   | Cycliste         | Pays      | Équipe                | Points |
| - | ---------------- | --------- | --------------------- | ------ |
| 1 | Robbie McEwen    | Australie | Davitamon-Lotto       | 18     |
| 2 | Paolo Savoldelli | Italie    | Discovery Channel     | 16     |
| 3 | Paolo Bettini    | Italie    | Quick Step-Innergetic | 15     |

#### Classement 110 Gazzetta
|   | Cycliste         | Pays      | Équipe             | Points |
| - | ---------------- | --------- | ------------------ | ------ |
| 1 | Mickaël Delage   | France    | Française des jeux | 7      |
| 2 | Markel Irizar    | Espagne   | Euskaltel-Euskadi  | 6      |
| 2 | Grischa Niermann | Allemagne | Rabobank           | 6      |

#### Classement de l'échappée (Fuga)
|   | Cycliste            | Pays    | Équipe            | Points |
| - | ------------------- | ------- | ----------------- | ------ |
| 1 | Christophe Edaleine | France  | Crédit agricole   | 207    |
| 2 | Sergiy Matveyev     | Ukraine | Panaria           | 207    |
| 3 | Andoni Aranaga      | Espagne | Euskaltel-Euskadi | 207    |